# Monumento a Calderón de la Barca (Madrid)
El monumento a Calderón de la Barca es una escultura monumental de la ciudad española de Madrid, inaugurada en 1880.

## Biografía
Dedicado al escritor Pedro Calderón de la Barca, fue inaugurado el 2 de enero de 1880 en la plaza del Príncipe Alfonso. La escultura, fabricada en mármol de Carrara, representa a Calderón de la Barca en posición sentada. El basamento está compuesto por tres cuerpos, con bajorrelieves que representan escenas de obras de Calderón. El autor del monumento fue Juan Figueras.